# Jean-Louis Harouel
Ne doit pas être confondu avec Jean-Louis Halpérin.
Jean-Louis Harouel, né le 22 avril 1944, est un historien du droit français.
Il est spécialisé dans le droit de l'urbanisme et l'auteur de plusieurs études et essais sur la culture et les arts.

## Biographie
Jean-Louis Harouel est un disciple de Jean Fourastié. Diplômé de l'Institut d'études politiques de Paris (section Service public, promotion 1964) et de l'École pratique des hautes études (1968), il est docteur en droit (1974) et agrégé d'histoire du droit (1976).
Il est professeur émérite d'histoire du droit à l'université Panthéon-Assas.
En 2013, il cosigne une lettre ouverte aux membres du Sénat pour s'opposer au mariage homosexuel. Le 6 avril 2013, Jérôme Dupuis affirme dans L'Express que Patrick Buisson, journaliste et ancien conseiller de Nicolas Sarkozy, aurait plagié longuement un livre d'Harouel, Le Vrai Génie du christianisme, dans une entrevue au Figaro Magazine. Buisson se défendant d'avoir été plagiaire, Harouel écrit un article sur le site Rue89 pour fustiger ses procédés.
En novembre 2016, il devient le suppléant d'Olivier Tournafond, directeur du Libre journal du droit et des libertés sur Radio Courtoisie.

## Thèses
En 1984, il fait paraître son Essai sur l'inégalité, où il dénonce les supposés « mirages de l'égalitarisme ».
Dans Le Vrai Génie du christianisme (2012), il avance que la particularité du christianisme fut d'avoir permis la naissance de l'individu moderne. Il s'oppose à l'idée d'une crise du monde musulman qui expliquerait le retard pris par ces pays au regard du développement de l'Occident et considère que l'immobilisme du monde musulman, lié à sa volonté normative et juridique, a simplement été déclassé par la rapidité du progrès occidental.
Dans Les Droits de l'homme contre le peuple (2016), il développe son analyse de l'idéologie des droits de l'homme comme un millénarisme qui, en remettant en cause la dissociation opérée par le christianisme entre spirituel et temporel, subvertit l'Europe. Vivement critiquée pour s'y être finalement ralliée, l'Église catholique est accusée d'avoir trahi l'Europe sur les questions migratoires, pour prix de sa survie en Afrique.

## Ouvrages
- Les Ateliers de charité dans la province de Haute-Guyenne (mémoire de diplôme d'études supérieures en histoire du droit et des faits sociaux remanié), Paris, Presses universitaires de France, coll. « Travaux et recherches de la Faculté de droit et des sciences économiques de Paris : sciences historiques » (no 18), 1969, VIII + 120 (BNF 33038471).
- Les Désignations épiscopales dans le droit contemporain (mémoire pour le diplôme de l'École pratique des hautes études remanié), Paris, Presses universitaires de France, coll. « Travaux et Recherches de l'université de droit, d'économie et de sciences sociales de Paris : sciences historiques » (no 13), 1977, 142 p. (BNF 34588853).
- Avec Jean Barbey, Éric Bournazel et Jacqueline Thibaut-Payen, Histoire des institutions : de l'époque franque à la Révolution, Paris, Presses universitaires de France, coll. « Droit fondamental : droit politique et théorique », 1987 (réimpr. mul.), 591 p. (ISBN 2-13-040256-9).
- Histoire de l'urbanisme, Paris, Presses universitaires de France, coll. « Que sais-je ? » (no 1892), 1981 (réimpr. 1985, 1990, 1993, 1995), 127 p. (ISBN 2-13-036707-0).
- Essai sur l'inégalité, Paris, Presses universitaires de France, coll. « Politique d'aujourd'hui » (no 30), 1984, 287 p. (ISBN 2-13-038354-8, lire en ligne).
- « Janus », Le Non de la rose, Luzech, Futur et Liberté, 1988 (BNF 34988629).
- Dir., Histoire du droit social : mélanges en hommage à Jean Imbert, Paris, Presses universitaires de France, 1989, 572 p. (ISBN 2-13-042582-8).
- Cultures et contre-cultures, Paris, Presses universitaires de France, coll. « Politique d'aujourd'hui », 1994 (réimpr. 1998, 2002), 303 p. (ISBN 2-13-046184-0).
- L'Embellissement des villes : l'urbanisme français au XVIIIe siècle (thèse de doctorat en droit remaniée), Paris, Picard, coll. « Villes et Sociétés », 1993, 335 p. (ISBN 2-7084-0433-4).
- Les Républiques sœurs, Paris, Presses universitaires de France, coll. « Que sais-je ? » (no 3209), 1998, 127 p. (ISBN 2-13-048004-7).
- Histoire de l'expropriation, Paris, Presses universitaires de France, coll. « Que sais-je ? » (no 3580), 2000, 126 p. (ISBN 2-13-050871-5).
- Éd. de Jean Fourastié, Productivité et richesse des nations, Paris, Gallimard, coll. « Tel » (no 336), 2005, 630 p. (ISBN 2-07-077339-6).
- La Grande Falsification : l'art contemporain, Paris, Jean-Cyrille Godefroy, 2009, 171 p. (ISBN 978-2-86553-211-7).
- Le Vrai Génie du christianisme : laïcité, liberté, développement, Paris, Jean-Cyrille Godefroy, 2012, 269 p. (ISBN 978-2-86553-238-4) ; rééd. 2022.
- Revenir à la nation, Paris, Jean-Cyrille Godefroy, 2014, 166 p. (ISBN 978-2-86553-253-7).
- Les Droits de l'homme contre le peuple, Paris, Desclée de Brouwer, 2016, 146 p. (ISBN 978-2-220-08144-1).
- Droite-gauche : ce n'est pas fini, Paris, Desclée de Brouwer, 2017, 280 p. (ISBN 978-2-220-08810-5).
- Sous la dir. de Pierre-Yves Rougeyron[14], Pourquoi combattre ?, Editions Perspectives Libres, Paris, Janvier 2019,  (ISBN 979-10-90742-48-2).
- Libres réflexions sur la peine de mort, Paris, Desclée de Brouwer, 2019, 208 p.  (ISBN 978-2-2200-9642-1).
- À la recherche du réel. Histoire du droit, des idées politiques, économie, ville et culture (recueil d'articles), Limoges, PULIM, 2020, 795 p.  (ISBN 978-2-84287-740-8).
- L'Islam est-il notre avenir ?, Paris, La Nouvelle Librairie, coll. Dans l'arène, 270 p., 2021  (ISBN 978-2-491446-65-9).
- Les Mensonges de l'égalité : Ce mal qui ronge la France et l'Occident, Paris, L'Artilleur, 248 p., 2023  (ISBN 978-2810011780)

### Préfaces
- Jean Fourastié, Les 40 000 heures, La Tour-d'Aigues, Éditions de l'Aube, 248 p., 2007  (ISBN 978-2752603272)
- Alexandre Lunel, La Maison médicale du Roi: XVIe-XVIIIe siècles : Le pouvoir royal et les professions de santé (médecins, chirurgiens, apothicaires), Ceyzérieu, Champ Vallon, 442 p., 2008  (ISBN 978-2876734814)
- Michel Boiron, L'Action des intendants de la généralité de Limoges de 1683 à 1715, Presses Universitaires de Limoges et du Limousin, 496 p., 2009  (ISBN 978-2842874773)
- Philippe Fabry, La Structure de l'Histoire : Déterminisme historique et liberté individuelle, Paris, Éditions Jean-Cyrille Godefroy, 256 p., 2018  (ISBN 978-2865533046)
- Guy Augé, Succession de France et règle de nationalité, postf. Franck Bouscau, Versailles, Via Romana, 252 p., 2021  (ISBN 978-2372711739)
- Paul-François Paoli, Race, sexe, identité : la France en procès, Paris, Éditions Jean-Cyrille Godefroy, 224 p., 2024  (ISBN 978-2865533596)
- Émilien Vieu, Synthèse de l'Art européen – De la Renaissance à la Seconde Guerre mondiale, Nancy, Éditions du Verbe Haut, 2025  (ISBN 978-2491187521)

## Distinctions
- Commandeur de l'ordre des Palmes académiques[Quand ?]
- 1re mention honorable du prix de thèse 1975 de l'Association des historiens des facultés de droit pour Le Droit de la construction et de l'urbanisme dans la France du XVIIIe siècle[15].
- Prix Adrien-Duvand 1984 pour l'Essai sur l'inégalité.
- Prix Claude-Berthault 1994 pour Cultures et contre-cultures.
- Prix Lucien-Dupont 2006 de l'Académie des sciences morales et politiques pour l'édition de Productivité et richesse des nations[16].
- Prix Renaissance des lettres 2010 pour La Grande Falsification[17].
- Prix du chanoine Delpeuch 2013 pour Le Vrai Génie du christianisme[18].